# Salačova Lhota
Salačova Lhota település Csehországban, a Pelhřimovi járásban. Salačova Lhota Lukavec, Těchobuz, Pacov, Bratřice és Mezilesí településekkel határos. Lakosainak száma 135 fő (2024. január 1.).

## Népesség
A település lakosságának változását az alábbi diagram mutatja:
| Lakosok száma | 387  | 341  | 339  | 236  | 194  | 132  | 135  | 129  | 127  | 135  |
|               | 1869 | 1900 | 1921 | 1961 | 1980 | 2011 | 2016 | 2019 | 2021 | 2024 |